# Opel Omega B
L'Opel Omega B est une voiture de la catégorie grande routière d'Opel produite de début 1994 à mi-2003. Elle est arrivée sur le marché en tant que successeur de l'Omega A.

## Historique du modèle

### Général
L'Omega B est sortie le 29 avril 1994. La forme arrondie de la voiture n'est pas sans rappeler celle de l'étude Aurora présentée par Cadillac en 1990. L'Omega B était équipée d'un système d'airbag. Le châssis était également renforcé.
Le moteur quatre cylindres d'une cylindrée de 2,0 l et d'une puissance de 85 kW (116 ch), précédemment installé, a continué à servir de moteur de base, ainsi qu'une variante à 16 soupapes de 100 kW (136 ch). Les précédents moteurs essence six cylindres en ligne ont été remplacés par de nouveaux moteurs V6. Au départ, il y avait un moteur de 2,5 litres et 125 kW (170 ch), puis un moteur de 3,0 litres et 155 kW (211 ch) dans le modèle haut de gamme MV6.
Le moteur diesel initialement disponible était un moteur turbodiesel (six cylindres en ligne) M51-D25 de 2,5 litres acheté chez BMW, mais avec 96 kW (131 ch) au lieu des 105 kW (143 ch) de la BMW 325/525tds. Ensuite, il y avait un moteur diesel 16 V à injection directe de 2,0 l développant 74 kW (101 ch). Dans ce moteur, la pompe d'injection est entraînée par l'arbre à cames avec une chaîne de distribution duplex, d'où une seule chaîne entraîne l'arbre à cames. Malgré les 16 soupapes, il ne possède qu'un seul arbre à cames, qui entraîne les soupapes via des culbuteurs à rouleaux à faible friction.
Les nouveaux moteurs V6 à quatre soupapes par cylindre étaient équipés de culasses en alliage léger. Il y avait aussi le système «Multiram», qui pouvait faire varier la longueur du trajet d'admission en plusieurs étapes en fonction du régime moteur, ce qui garantissait plus de couple, en particulier dans une plage de régime inférieure. Tous les moteurs de l'Omega étaient installés longitudinalement. L'Omega B a été le dernier modèle de véhicule d'Opel fabriqué avec une propulsion arrière. La conception compacte et courte des moteurs V6 les rendait également adaptés à une installation transversale dans les véhicules à traction avant. Ainsi, le moteur V6 de 2,5 litres était également proposé dans les Vectra et Calibra.

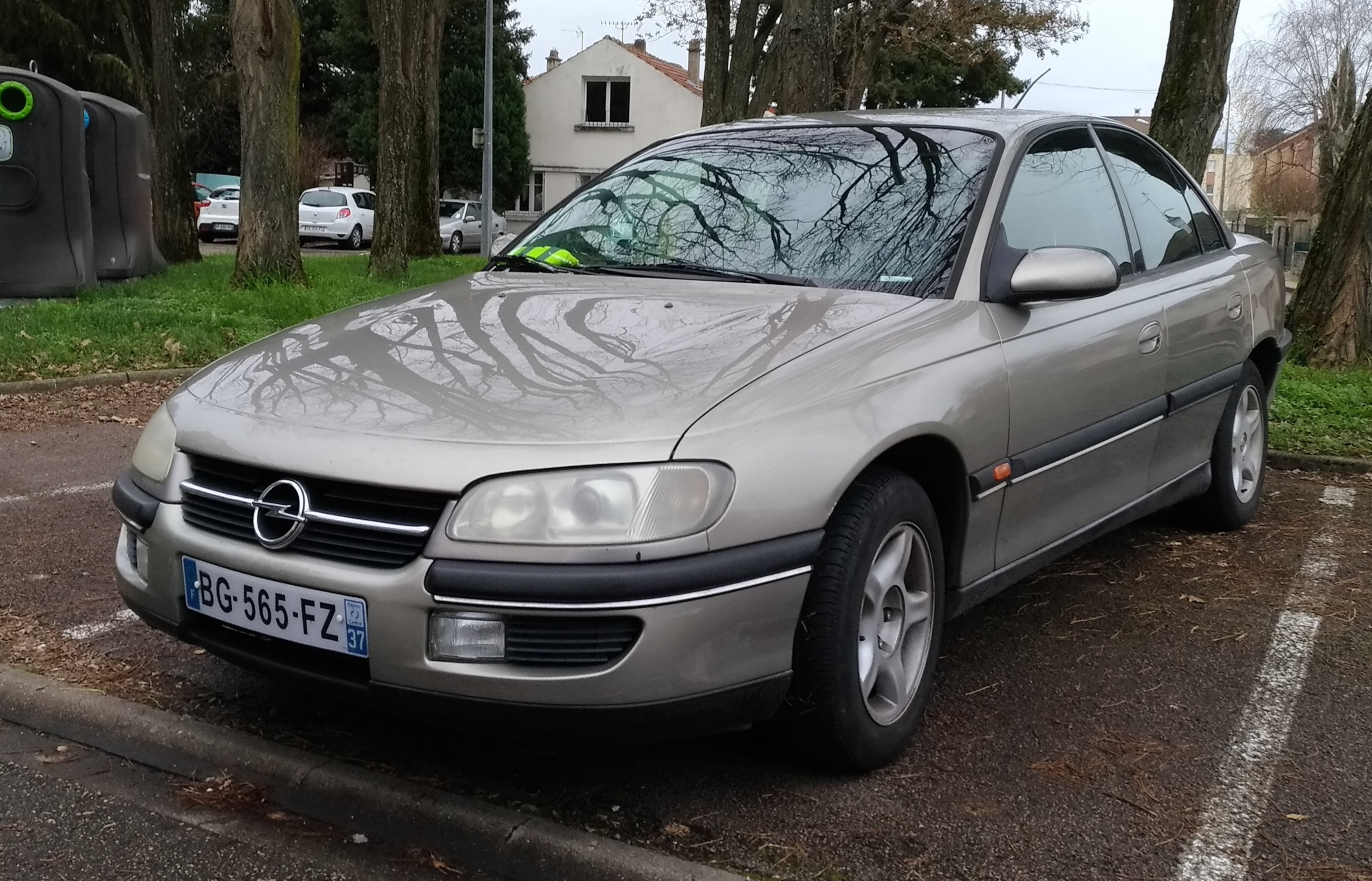
Opel Omega (1994–1999)
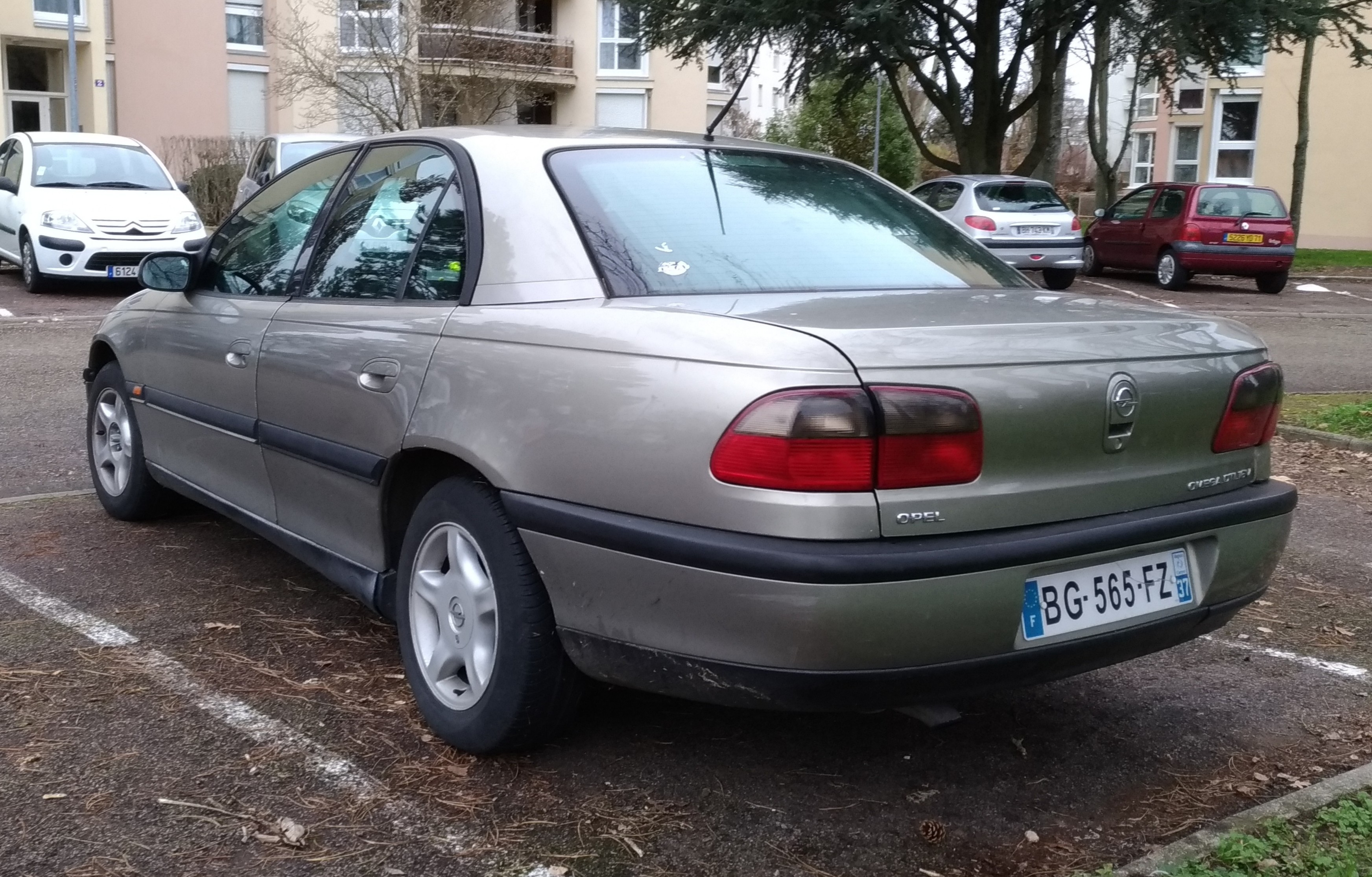
Opel Omega (1994–1999)
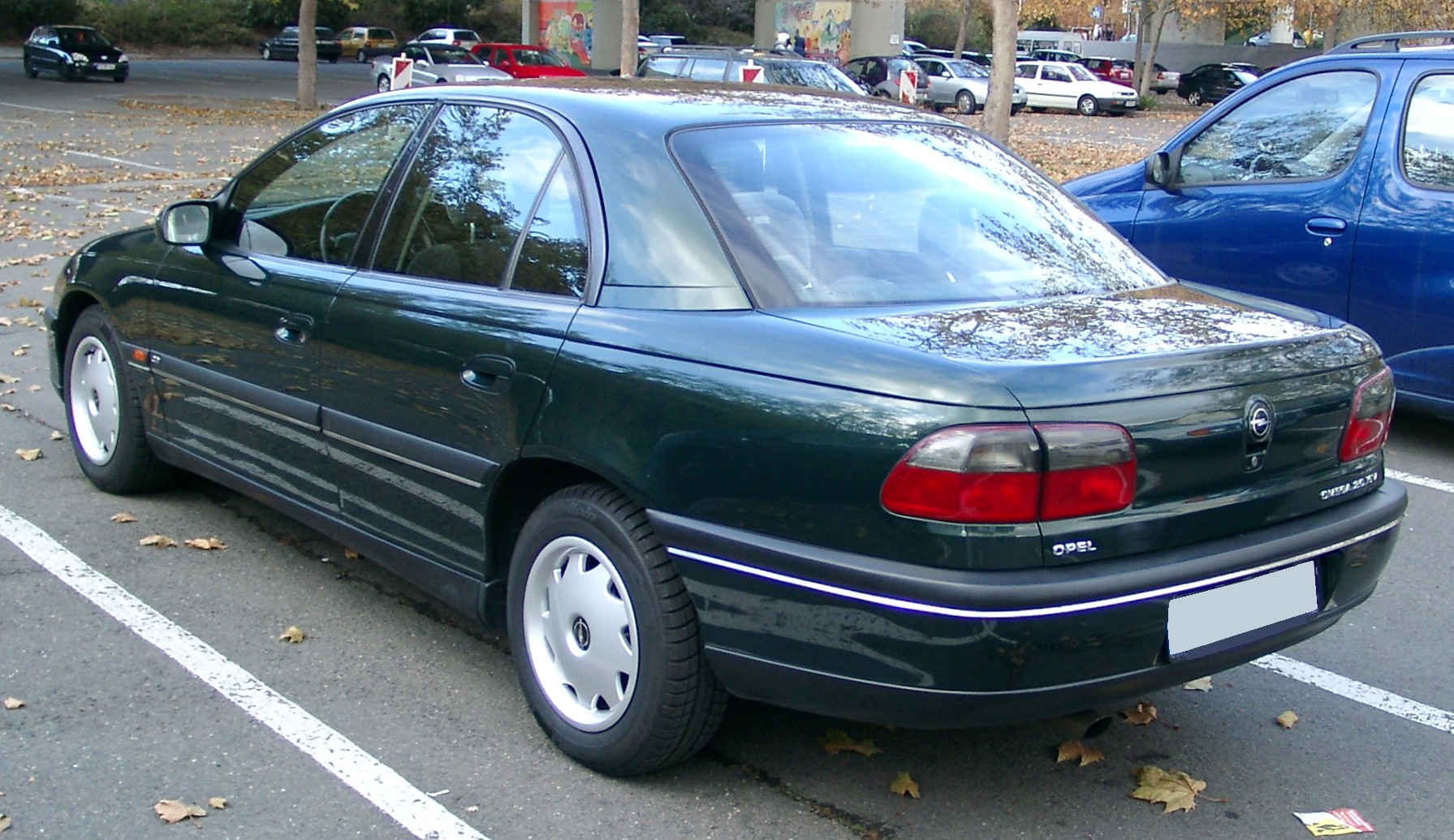
Vue arrière
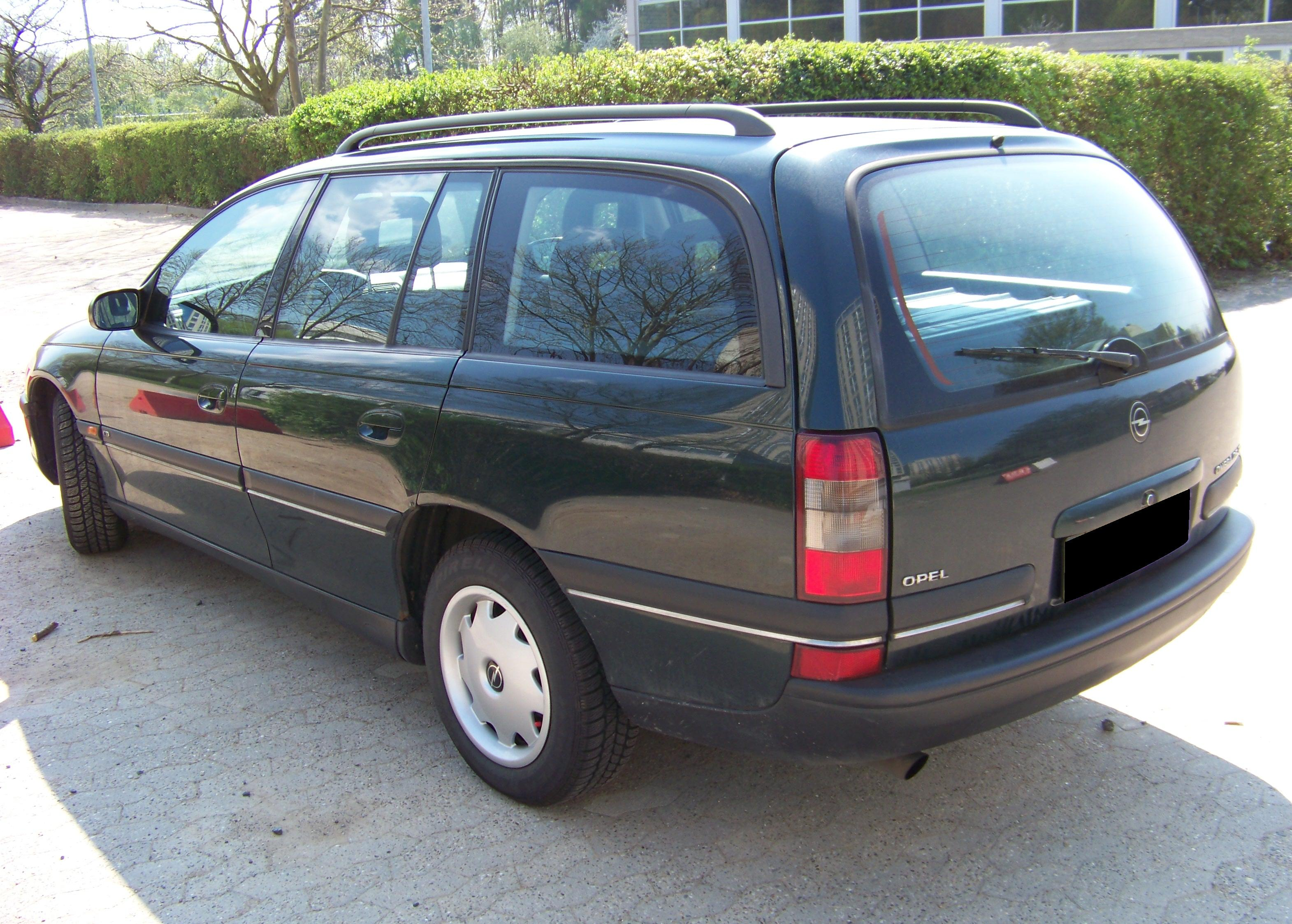
Opel Omega Caravan (1994–1999)

### Lifting
En août 1999, l'Omega a reçu un lifting majeur, la version modifiée était appelée Omega B2 en interne. L'avant et l'arrière ont été redessinés, et l'intérieur a également été largement revu. Les bandes chromées ont désormais été largement supprimées, les pare-chocs et les bandes latérales sont maintenant peints dans la couleur du véhicule. Il y avait de nouvelles lignes d'équipement, la MV6 étant omise. La variante la plus noble s’appelle désormais «Executive». Cette finition comprenait presque tout ce que la liste des suppléments avait à offrir : revêtements en cuir, sièges réglables électriquement, phare au xénon, régulateur de vitesse, radio avec lecteur CD et téléphone. Avec cet équipement, seulement le toit ouvrant et la peinture métallisée étaient soumis à un supplément.
La révision a également abouti à un nouveau moteur de base de 106 kW (144 ch) pour une cylindrée de 2,2 litres, et en même temps les deux moteurs de deux litres ont été éliminés.
À partir de l'automne 2000, une voiture dite «Über-Omega» avec un moteur V8 LS-1 de 5,7 l développant 228 kW (310 ch) devait être construite. Cependant, elle a été retirée quelques semaines avant le lancement prévu sur le marché car les problèmes de transmission n'avaient pas pu être résolus. Le moteur lui-même (code moteur Y57XE) développait un couple maximal de 450 Nm. Selon des informations non officielles, 32 Omega V8 prêtes pour la série ont été produites, qui ont été utilisées en tant que voitures d'essai et qui existent encore aujourd'hui chez Opel.
Également à partir de l'automne 2000, un moteur de 2,6 l et 132 kW (179 ch), qui remplaçait le moteur V6 de 2,5 l, et un moteur diesel de 2,2 l développant 88 kW (120 ch) étaient proposés.
Pour tous ceux qui attendaient en vain une Omega plus puissante, Opel a introduit au printemps 2001 un moteur V6 de 3,2 litres développant 160 kW (218 ch), qui a remplacé le moteur de 3,0 litres et qui n'était disponible qu'avec une transmission automatique (sauf pour les véhicules gouvernementaux).
Le premier moteur diesel à rampe commune est arrivé à l'été 2001 avec le moteur six cylindres en ligne M57-D25 de 2,5 litres, également acheté chez BMW. Le moteur, régulé par logiciel sur toute la plage de régime, produisait 110 kW (150 ch) et 300 Nm au lieu des 120 kW (163 ch) et 350 Nm de la BMW 525d.

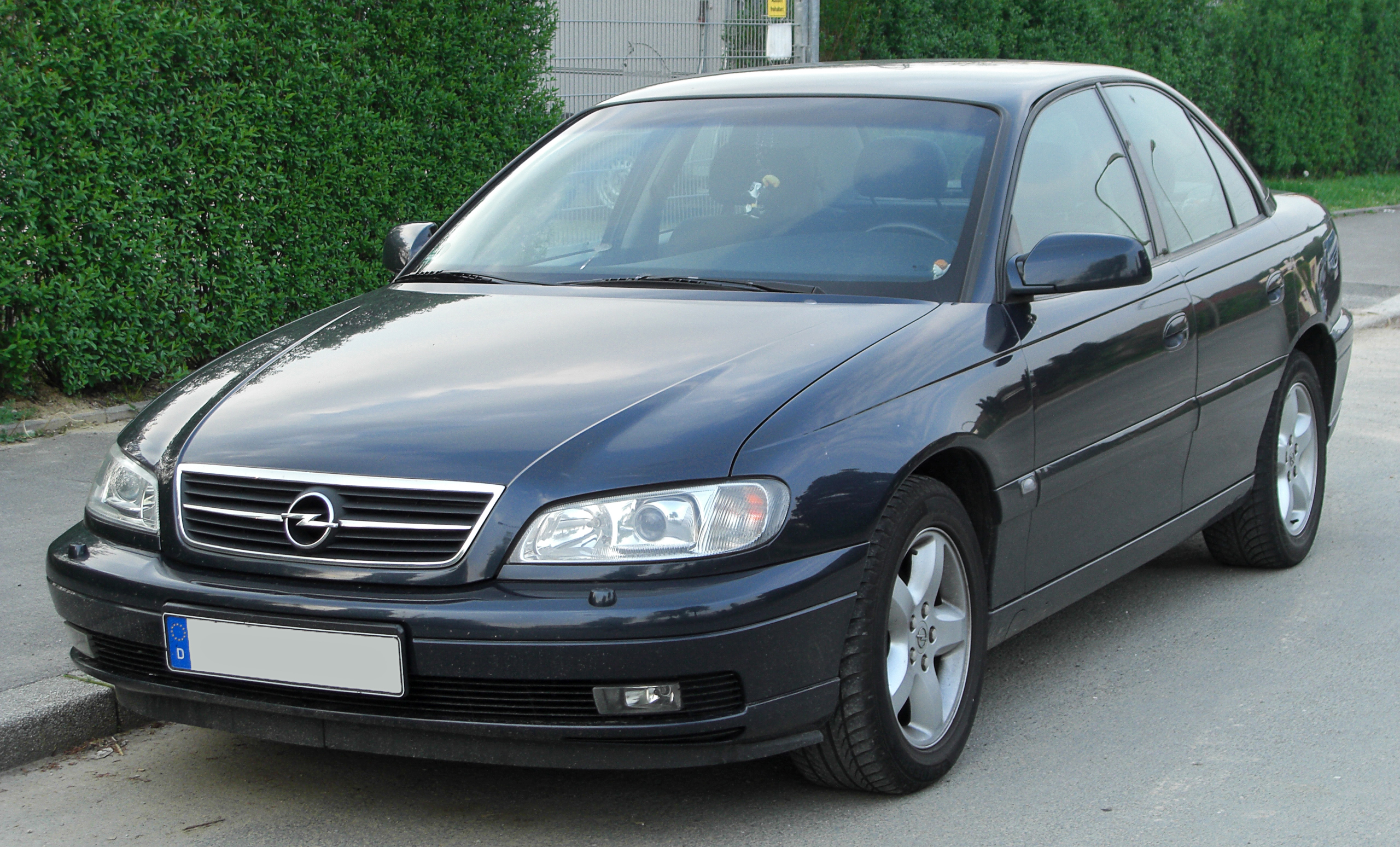
Opel Omega (1999–2003)
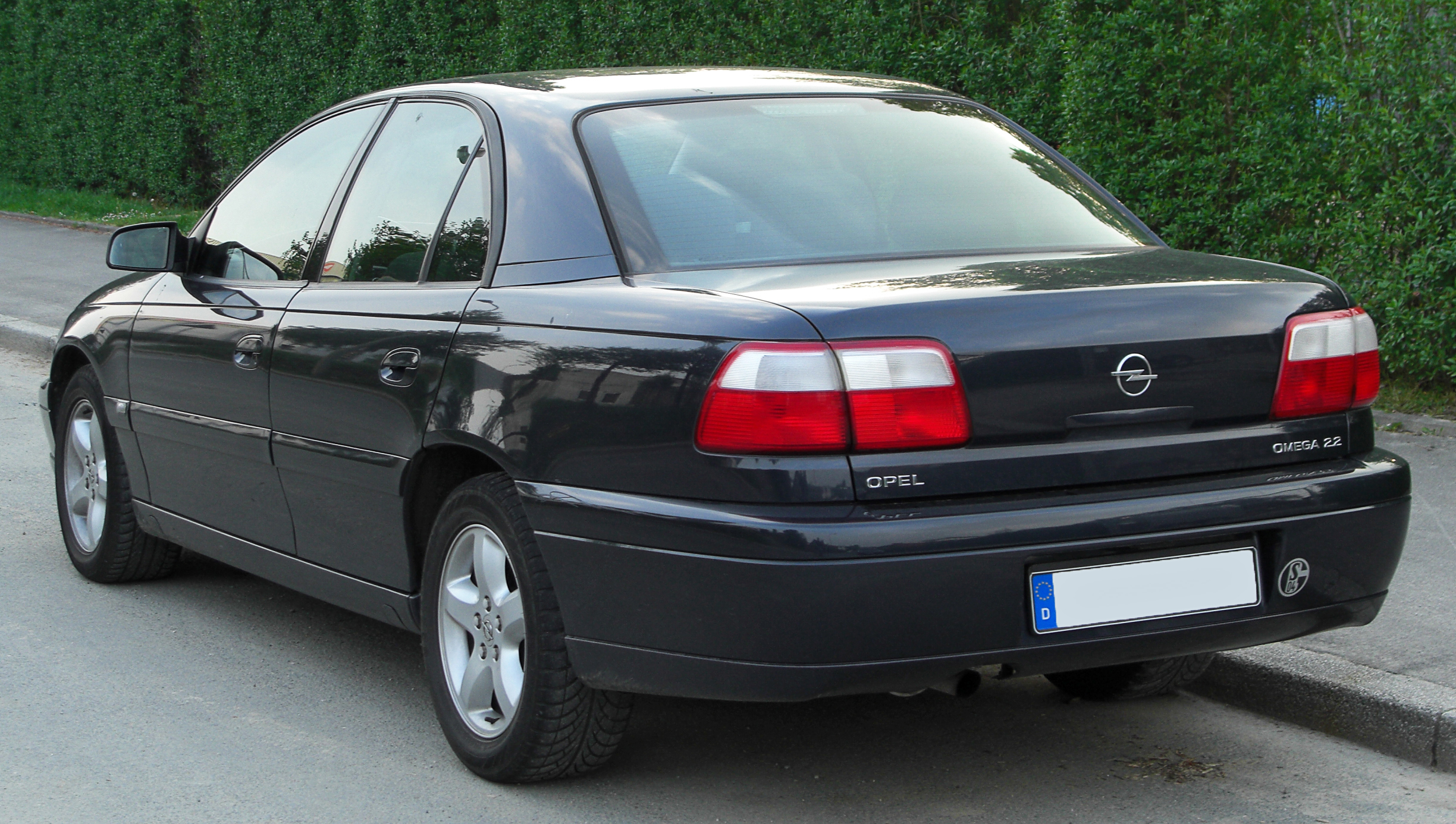
Vue arrière
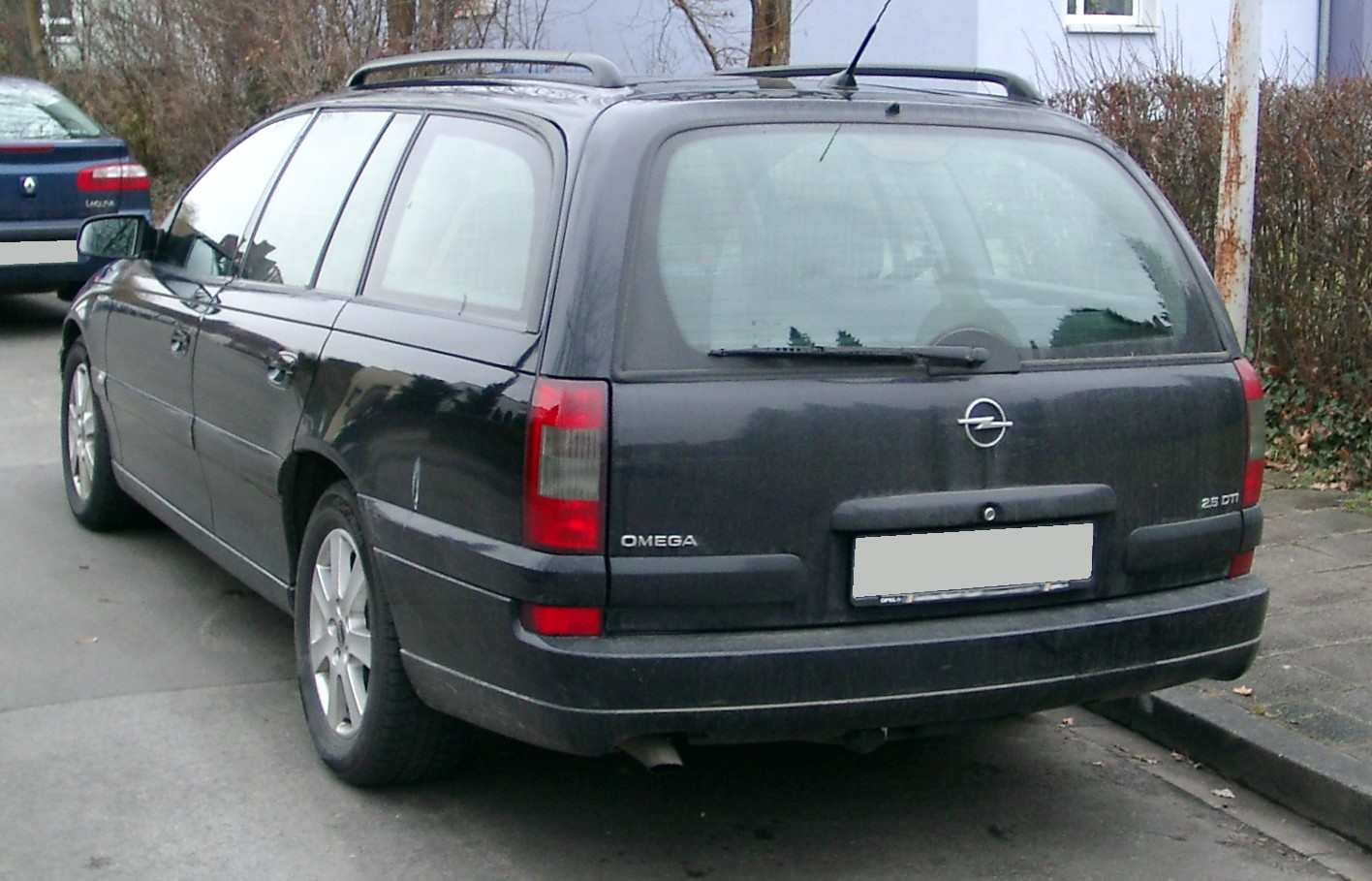
Opel Omega Caravan (1999–2003)
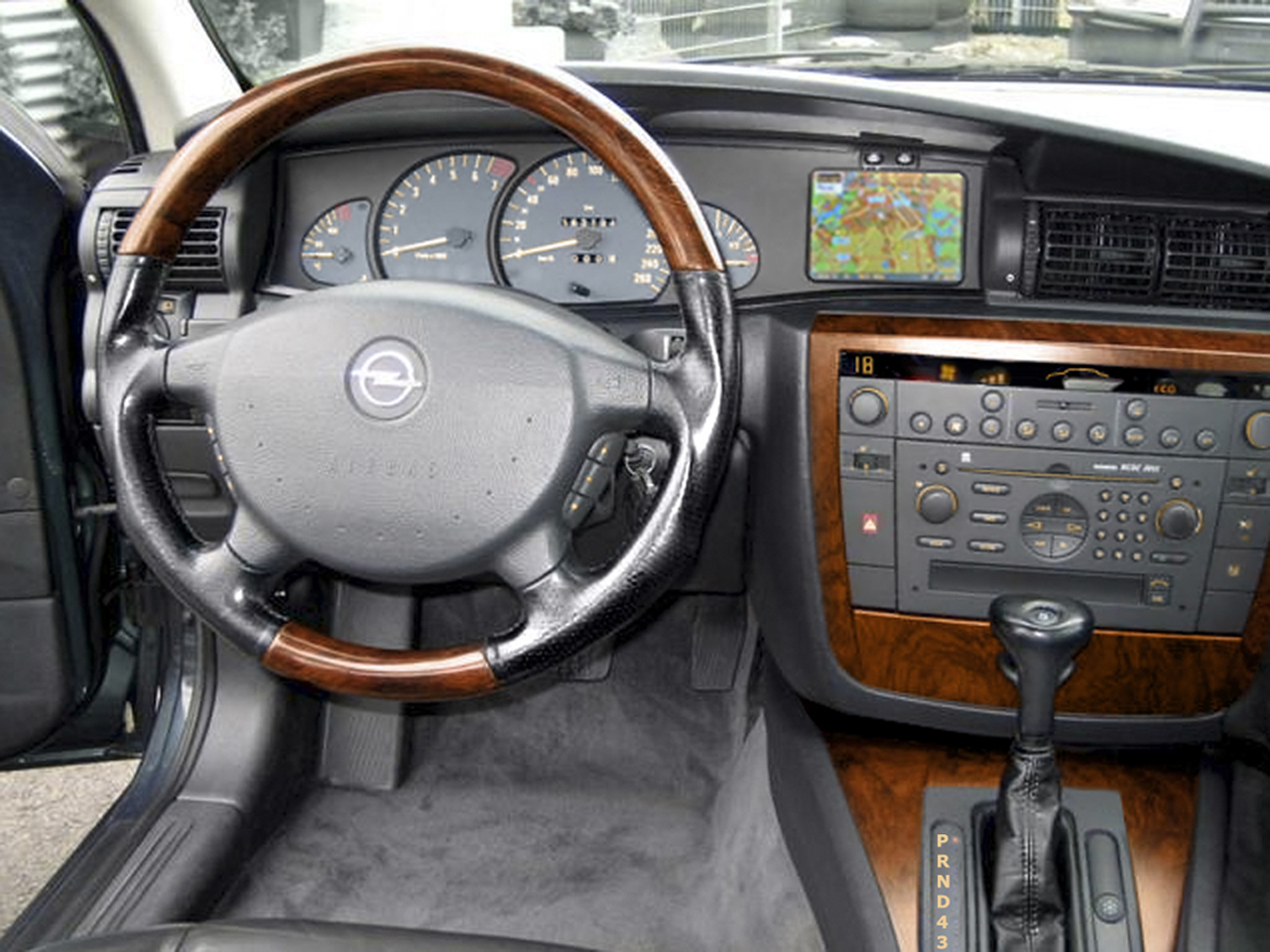
Espace intérieur

### Fin de production
Fin juin 2003, Opel a arrêté la production de l'Omega B. Cela marquait la fin d'une époque pour la marque dans la catégorie grande routière, car l'Omega était la dernière Opel de cette taille et au design classique avec un moteur avant et une propulsion arrière. Le design traditionnel de la berline tricorps quatre portes a également été abandonné en raison du manque de perspectives de succès dans ce segment.
Le Signum était destiné à remplacer l'Omega, mais même s'il était censé offrir plus d'utilité et de confort à un prix inférieur, il était perçu comme un nouveau type de véhicule en raison, entre autres, de la taille de sa plate-forme et de sa silhouette de type break.
En tant que break, l'Omega a été remplacé par le Vectra C Caravan qui, comme le Signum, avait un empattement 13 cm plus grand que la Vectra berline, ce qui plaçait les deux modèles au-dessus. Mais la Kraftfahrt-Bundesamt classe le Signum et le Vectra Caravan dans la catégorie familiale routière.
Avec l'étude du modèle Insignia, Opel a présenté une autre solution pour succéder à l'Omega à l'automne 2003, mais elle a de nouveau été rejetée.
Depuis novembre 2008, le nom Insignia est utilisé pour désigner la successeur du modèle familiale routière Vectra, qui se rapproche désormais également de l'Omega en termes de taille de berline.

## Variantes à l'étranger
En Grande-Bretagne, la voiture était vendue sous le nom de Vauxhall Omega. Les Vauxhall sortaient également des chaînes de montage de Rüsselsheim.
Sur le marché américain, l'Omega était proposée sous le nom de Cadillac Catera entre l'été 1996 et l'automne 2001. Puisqu'elle a également été construite à Rüsselsheim, elle devait bénéficier de la bonne réputation du «Made in Germany». Extérieurement, la Cadillac différait principalement de l'Opel par une calandre différente, des pare-chocs et des feux arrière modifiés et un insert de console centrale différent avec une radio à lecteur cassette intégrée et une climatisation via des boutons ou des interrupteurs à bouton. Techniquement, elles étaient pratiquement identiques. La Catera n'utilisait que le moteur de 3,0 l et plus tard le V6 de 3,2 litres.
En Australie (sous la marque Holden), l'Omega a été construite sous une forme sensiblement différente et avec des moteurs V6 et V8 jusqu'à l'été 2006. Cependant, on ne l'appelait pas Omega ici, mais plutôt Holden Commodore, Berlina ou Calais, selon l'équipement.
En plus de la berline et du break, d'autres variantes de carrosserie étaient également proposées : une berline à empattement allongé (Statesman/Caprice), un break tout-terrain à traction intégrale (Adventra), un pick-up deux et quatre portes (Ute/Crewman) et un coupé deux portes (Monaro). La Monaro était vendue en Amérique sous une forme légèrement modifiée sous le nom de Pontiac GTO et en Angleterre sous le nom de Vauxhall Monaro. Le coupé n'était disponible qu'avec un moteur V8. En 2006, les modèles de Holden ont été remplacés par de nouveaux développements basés sur la plate-forme Zeta de General Motors.

## Historique du modèle plus détaillé

### Année modèle 1995
Dès l'automne 1994, la protection contre la corrosion a été améliorée et l'arrière du capot a été surélevé pour réduire le flottement des essuie-glaces. De plus, le système de climatisation a reçu un évaporateur avec un revêtement interne, le contrôle du toit ouvrant a été amélioré et le support pour tapis de sol à l'intérieur a été modifié.
Les transmissions ont également subi des changements majeurs. Avec la grande transmission automatique AR 35 (pour le moteur X30XE), le rapport d'essieu arrière était réglé de 1:3,9 à 1:3,7. La transmission AR 25 a reçu un convertisseur plus grand et l'embrayage de verrouillage du convertisseur a été modifié pour les véhicules équipés du moteur turbodiesel de 2,5 l. Les transmissions manuelles ont reçu des amortisseurs de vibrations.

### Année modèle 1996
À partir de l'automne 1995, de nouvelles couleurs de peinture, une climatisation à commande électronique avec capteur solaire et une nouvelle génération de radio sont proposées. Le verrouillage centralisé et le système d'alarme antivol étaient désormais contrôlés à l'aide d'une télécommande radio au lieu d'infrarouge comme auparavant. L'intervalle variable des essuie-glaces était réglable à l'aide d'une molette sur le levier d'essuie-glace. L'isolation phonique du compartiment moteur, le réglage du dossier des sièges avant, la suppression des interférences radio, les calculateurs de la transmission automatique et la puissance de chauffage (via une pompe supplémentaire) ont été améliorés.
Désormais, des freins de porte à ressorts de torsion sont utilisés sur les portes arrière. D'autres changements comprenaient le système d'airbag, les verrous de sécurité, le cache-bagages du Caravan et l'ensemble de la poutre de l'essieu arrière.
De plus, un carter d'huile moteur en deux parties et en aluminium a été introduit pour le moteur X20XEV et le levier de vitesses a été raccourci de 25 mm sur tous les modèles.

### Année modèle 1997

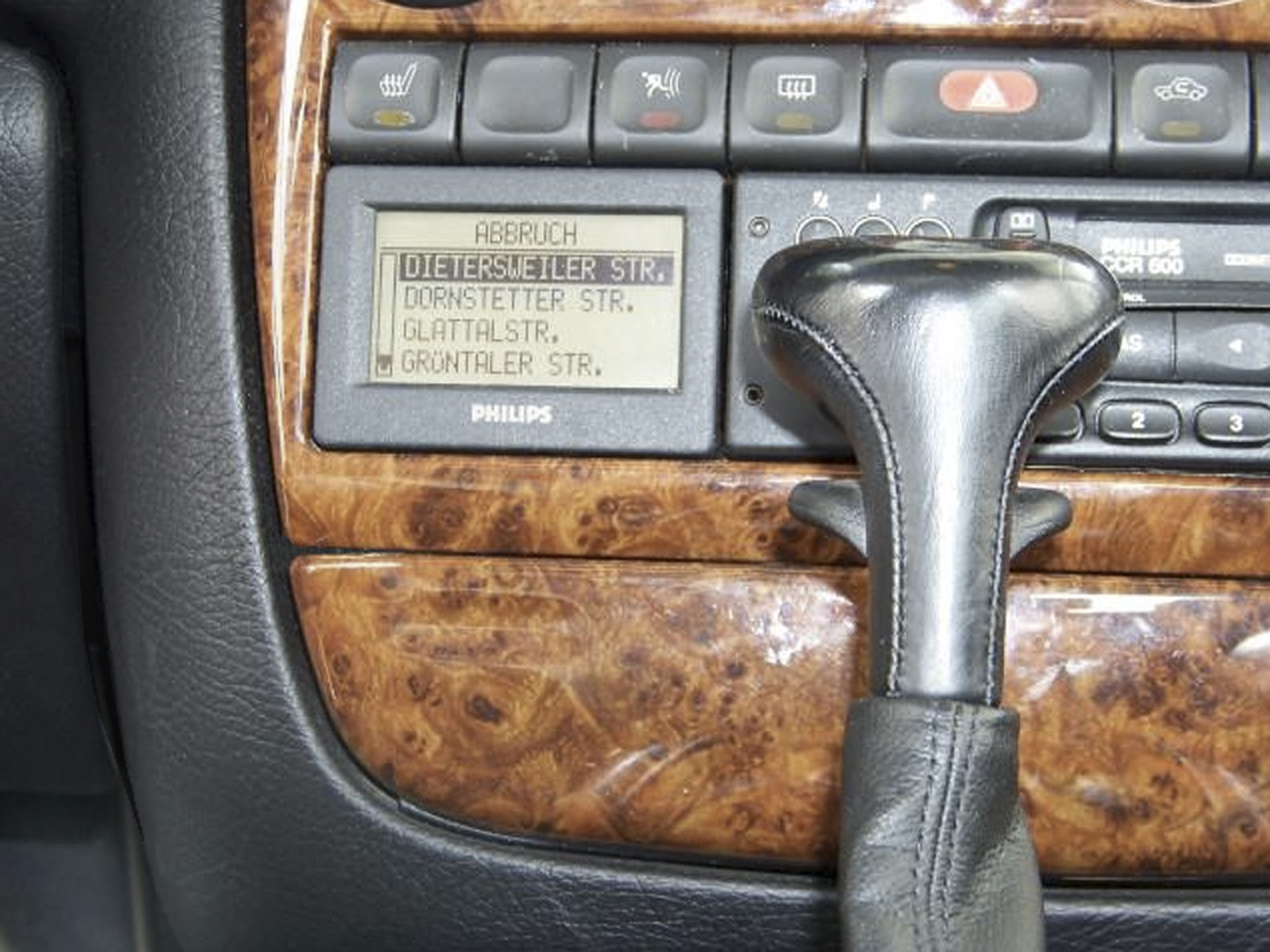
Système de navigation

Depuis l'été 1996, le réglage de la hauteur du volant, le lecteur CD et la télécommande au volant sont proposés en option sur l'Omega. Les airbags latéraux et les prétensionneur de ceinture de sécurité sont devenus un équipement standard.
La console centrale a été dotée d'un placage en bois précieux, il y avait désormais une soufflerie à cinq vitesses et un système antipatinage avec intervention sur les freins a été introduit. D'autres changements comprenaient un changement de matériau pour les tuyaux de carburant et une meilleure étanchéité du système d'échappement.
Un système de navigation pouvait être commandé à partir de février 1997.

### Année modèle 1998
À partir de l'automne 1997, le tableau de bord a reçu une bouche d'aération sur toute la longueur pour le pare-brise. Les appuie-tête des sièges arrière côté fenêtre, désormais entièrement rembourrés, pouvaient être rabattus vers l'avant et l'appui-tête central du Caravan pouvait être abaissé. Le rétroviseur intérieur a été agrandi et les charnières et le verrouillage du couvercle de l'accoudoir central ont été améliorés. Dans les nouvelles versions, les éléments suivants ont été introduits : le capteur pour le contrôle de niveau, le système anti-blocage des roues 5.3 ou 5.3/TC, le combiné d'instrumentations avec voyants pour les feux antibrouillard et les feux arrière et l'unité de commande pour le régulateur de vitesse.
De plus, les phares ellipsoïdes en verre transparent étaient désormais de série et les phares au xénon étaient disponibles en option. Un nouveau système radio était disponible et le service de communication OnStar a été introduit. L'horloge embarquée pouvait désormais se régler via le signal RDS. Le grand système de freinage était désormais toujours installé sur tous les véhicules.
Le moteur 16 V (X20XEV) de 2,0 l a reçu des arbres d'équilibrage et des modifications du système d'admission pour améliorer la douceur et les niveaux de bruit. Afin d'augmenter les performances et de réduire le bruit, la culasse, le collecteur d'admission et l'unité de commande du moteur 24 V (X30XE) de 3,0 l ont été modifiés et la pression dynamique a été réduite via le silencieux arrière. De plus, toutes les transmissions automatiques ont reçu un verrouillage électromécanique du levier sélecteur.
À partir de décembre 1997, le petit moteur diesel de 2,0 litres développant 74 kW pouvait être acheté. À partir de février 1998, tous les modèles sont équipés d'un troisième feu stop, équipé de LED sur la berline et d'ampoules normales sur le Caravan. De plus, le commutateur de l'antipatinage a été déplacé au-dessus de la radio et l'unité de commande de l'antidémarrage a été sécurisée contre tout retrait du contacteur d'allumage.

### Année modèle 1999
Le système de sécurité pour siège enfant Opel Fix peut désormais être commandé. Le système de navigation provenait désormais directement d'Opel et était de série dans l'Omega MV6. Là encore, un nouveau système radio amélioré a été proposé et le cache-bagages du Caravan a été modifié. La clé a un boîtier modifié (boutons rectangulaires en caoutchouc). Tous les moteurs essence disponibles utilisaient désormais la technologie à quatre soupapes et la climatisation devenait standard.
Le rapport d'essieu arrière du moteur V6 de 2,5 litres (X25XE) a été raccourci et la géométrie et le matériau de la courroie de distribution de tous les moteurs V6 ont été modifiés pour minimiser le bruit. Des changements ont également été apportés au système de circulation d'huile.
À partir de février 1999, un pot catalytique amélioré a été installé. À partir de ce moment, le modèle spéciale Edition 100 était également proposé.

### Année modèle 2000
Comme décrit, une version révisée de l'Omega a été publiée en août 1999. Dans le cadre du lifting, la partie avant a reçu un capot profilé en forme de V, une calandre intégrée et des phares en verre transparent adaptés au nouveau design. Les feux arrière du modèle Caravan, les rétroviseurs extérieurs (repliables électriquement) et les pare-chocs arrière et avant ont été redessinés. En utilisant des tôles plus épaisses à de nombreux endroits, la rigidité de la carrosserie a été augmentée. Une nouvelle génération d'airbags a été installée.
D'autres changements liés à la sécurité comprenaient l'introduction d'appuie-tête actifs et d'un servofrein Quick Power. Les anciens affichages d'informations pour la radio et l'ordinateur de bord ont été remplacés par des affichages graphiques, monochromes ou colorés en association avec une radio téléphonique de navigation. Désormais, toutes les radios proposées étaient au format double DIN. D'autres modifications apportées à l'intérieur comprenaient des variantes de rembourrage des sièges, des poches rabattables dans les panneaux de porte et un accoudoir entièrement rabattable. La climatisation automatique à deux zones est devenue la norme.
Le moteur 16 V (X20XEV) de 2,0 l a été omis et remplacé par un moteur 16 V de 2,2 l. Celui-ci a également reçu un dispositif d'immobilisation électronique amélioré. Opel offre désormais une garantie de dix ans contre la perforation par la rouille.

### Année modèle 2001
Toutes les modèles à moteurs 6 cylindres recevaient des freins arrière à disques ventilés de 286 × 20 mm. Un refroidisseur d'huile pour l'huile de transmission des modèles automatiques a été introduit et l'écran thermique a également été agrandi pour ces modèles. Un pare-brise réfléchissant la chaleur avec sept couches de vapeur métallique a été installé. Un liquide de refroidissement moteur sans silicate a été utilisé comme remplissage à vie. Les clignotants latéraux étaient désormais blancs, l'allume-cigare arrière a été remplacé par une prise 12 volts et l'unité de commande moteur était compatible avec l'OBD-2.
En octobre 2000, le moteur V6 de 2,5 l (X25XE) a été remplacé par le moteur V6 de 2,6 l (Y26SE) et le moteur diesel de 2,0 l (X20DTH) a été remplacé par un moteur diesel de 2,2 l (Y22DTH). Le moteur DTI de 2,2 l avec transmission manuelle R 30 a reçu un embrayage à réglage automatique. De plus, la direction assistée a été améliorée, qui offre désormais un meilleur soutien au ralenti.
À partir de février 2001, le moteur V6 de 3,2 litres (Y32SE) a remplacé le précédent moteur V6 de 3,0 litres (X30XE).

### Année modèle 2002
À partir de juillet 2001, le moteur diesel de 2,5 litres (Y25DT) acheté chez BMW a été installé et déjà déclaré comme année modèle 2002. Le moteur DTI de 2,5 l était également disponible en conjonction avec une transmission automatique (5L40-E de General Motors) à cinq vitesses. Le système DVD Audio-Vision peut être commandé en option.
À partir de décembre 2001, tous les modèles à moteurs six cylindres sont livrés avec l'ESP sans supplément.

### Année modèle 2003
Le 24 juin 2003, une Omega B argentée avec un moteur V6 de 3,2 l était le dernier véhicule de la gamme à sortir des chaînes de montage de Rüsselsheim. 797 011 exemplaires ont été créés en neuf ans.